# Le Volant d’Or de Toulouse 2000
Der Volant d’Or de Toulouse 2000 im Badminton fand vom 10. bis zum 12. November 2000 in Toulouse statt. Das Preisgeld betrug 17.000 US-Dollar.

## Sieger und Platzierte
| Disziplin    | Gold                              | Silber                        | Bronze                               |
| ------------ | --------------------------------- | ----------------------------- | ------------------------------------ |
| Herreneinzel | Xie Yangchun                      | Vladislav Druzchenko          | Marco Vasconcelos                    |
| Herreneinzel | Xie Yangchun                      | Vladislav Druzchenko          | Rune Massing                         |
| Dameneinzel  | Xu Huaiwen                        | Elena Nozdran                 | Maja Pohar                           |
| Dameneinzel  | Xu Huaiwen                        | Elena Nozdran                 | Natalja Esipenko                     |
| Herrendoppel | Vincent Laigle Svetoslav Stoyanov | Kristof Hopp Thomas Tesche    | Manuel Dubrulle Mihail Popov         |
| Herrendoppel | Vincent Laigle Svetoslav Stoyanov | Kristof Hopp Thomas Tesche    | Nicolás Escartín Arturo Ruiz López   |
| Damendoppel  | Nicole Grether Nicol Pitro        | Claudia Vogelgsang Xu Huaiwen | Stefanie Müller Michaela Peiffer     |
| Damendoppel  | Nicole Grether Nicol Pitro        | Claudia Vogelgsang Xu Huaiwen | Natalja Esipenko Elena Nozdran       |
| Mixed        | Björn Siegemund Nicol Pitro       | Russell Hogg Kirsteen McEwan  | Konstantin Tatranov Natalja Esipenko |
| Mixed        | Björn Siegemund Nicol Pitro       | Russell Hogg Kirsteen McEwan  | Jan Vondra Markéta Koudelková        |